# Intoshellinidae
Famille
Les Intoshellinidae sont une famille de Ciliés de la classe des Oligohymenophorea et de l’ordre des Astomatida.

## Étymologie
Le nom de la famille vient du genre type Intoshellina, « dédié au zoologiste écossais W.-C. Mac-Intosh, qui a le premier signalé un Infusoire astome dans des Vers de la famille des 
Tubificides, cet astome étant vraisemblablement celui que nous étudions ici ». Ce même auteur a trouvé des ciliés parasitant des vers Némertiens.
Notons que Cépède a supprimé le préfixe « Mac- » du nom de famille, pour créer le préfixe Intosh- du nom de genre.

## Description
Les Intoshellinidae ont une taille petite (< 80 μm) à grande (> 200 μm). Leur forme est cylindrique, allongée. Ils nagent librement dans leur milieu de vie. Leur ciliation somatique est holotriche (c. à d. uniforme), dense, avec des kinés souvent lâchement spiralées. Ils disposent d'une structure d'attache antérieure non ciliée, qui se présente sous la forme d'une plaque élaborée ou d'un anneau non fermé avec des nœuds et des épines. Leur division se fait de façon anisotomique, avec caténulation (c. à d. en formant de petites chaines). Leur macronoyau est allongé, en forme de ruban. Un micronoyau est présent. Les vacuoles contractiles sont généralement disposées sur une rangée, laquelle est parfois spiralée.

## Habitat
Les Intoshellinidae vivent dans des habitats d'eau douce et terrestres, dans le tube digestif de vers annélides oligochètes.

## Liste des genres
Selon GBIF (29 août 2023) :
- Intoshellina Cépède, 1910
  - Espèce type : Intoshellina maupasi Cépède, 1910

Selon Lynn (2010) et The Taxonomicon (29 août 2023) :
- Intoshellina Cépède, 1910
- Monodontophrya Vejdovsky, 1892
- Spirobuetschliella Hovasse, 1950

## Systématique
Le nom valide de ce taxon est Intoshellinidae Cépède, 1910.

## Publication originale
- C. Cépède, H. D. Lacaze-Duthiers, « Recherches sur les infusoires astomes : anatomie, biologie, éthologie parasitaire, systématique », Archives de zoologie expérimentale et générale, vol. 5, no III,‎ 1910, p. 341-609 (lire en ligne, consulté le 4 septembre 2023).